# Birthday (Jennifer Lopez)
Birthday è un singolo della cantante statunitense Jennifer Lopez, pubblicato il 24 luglio 2025.

## Descrizione
Pubblicato il giorno del cinquantaseiesimo compleanno di Jennifer Lopez, il brano è uno dei sei inediti eseguiti dalla cantante durante le tappe del tour Up All Night: Live in 2025.

## Video musicale
Sebbene non sia stato realizzato alcun video ufficiale per il singolo, in concomitanza con la sua uscita è stato reso disponibile un visualizer attraverso il canale YouTube della cantante, che mostra scene tratte dall'esibizione della canzone durante il tour Up All Night: Live in 2025.

## Tracce
Testi di Jennifer Lopez, 8AE, Jelli Do, Kuk, Lit, Rob Bisel, musiche di Rob Bisel.
1. Birthday – 2:27